# Hormon faktora rasta
Hormon faktora rasta (GHRH, faktor rasta - oslobađajući faktor, GRF, GHRF, somatoliberin, somatokrinin), je oslobađajući hormon hormona rasta. On je 44-aminokiselina dug peptidni hormon proizveden u arkuatnom nukleusu hipotalamusa. 
GHRH se prvi put pojavljuje u humanom hipotalamusu između 18 i 29 nedelje gestacije, što se podudara sa početkom produkcije hormona rasta i drugih somatotropa u fetusima.

## Poreklo
se oslobađa iz neurosekretornih nervnih krajeva arkuatnih neurona i prenosi se hipotalamusno hipofiznim sistemom do anteriorne hipofizne žlezde, gde stimuliše izlučivanje hormona rasta (GH) putem stimulacije hormonskog receptora koji oslobađa hormona rasta. GHRH se oslobađa u pulsirajućem maniru i stimuliše GH oslobađanje u sličnom ritmu. Osim toga, GHRH direktno promoviše sporo-talasni san. Hormon rasta je neophodan za normalni postnatalni rast i rast kostiju. On ima regulatone efekte na proteine, ugljene hidrate, i lipidni metabolizam.

## Razvoj lekova
analog tesamorelin (Egrifta) je kandidat leka za lipodistrofiju kod HIV pacijenata na antiretroviralnoj terapiji. Njegova hemijska struktura je (3E)-heks-3-enoil-GHRH.

## Sekvenca
Aminokiselinska sekvenca humanog GHRH je: